# Flughafen Bahía Blanca

i8
i11
i13
Der Flughafen Comandante Espora oder auch Flughafen Bahía Blanca (spanisch Aeropuerto Comandante Espora, IATA-Code: BHI, ICAO-Code: SAZB) ist ein argentinischer Flughafen nahe der Stadt Bahía Blanca in der Provinz Buenos Aires.
Neben seiner Nutzung als regulärer Verkehrsflughafen wird er auch militärisch genutzt. Die Base Aeronaval Comandante Espora, Bahía Blanca dient als Zentrum der argentinischen Marineflieger.

## Militärische Nutzung
Die Armada Argentina hat hier insgesamt vier fliegende Staffeln stationiert:
- 2 Escuadrilla Aeronaval Antisubmarina, ausgerüstet mit S-2UP
- 2 Escuadrilla Aeronaval de Helicopteros, ausgerüstet mit ASH-3D, UH-3H, S-61T
- 1 Escuadrilla Aeronaval de Helicopteros, ausgerüstet mit AS555SN
- 2 Escuadrilla Aeronaval de Caza y Ataque, ausgerüstet mit Super Etendard, die allerdings nicht mehr einsatzbereit sind

Neben den Marinefliegern nutzen auch die argentinischen Heeresflieger den militärischen Bereich. Sie haben hier eine Helikopterstaffel stationiert, die Sección de Aviación de Ejército No 181 (zuvor No 5), die der 3. Heeresdivision, 3.ª División de Ejército, unterstellt ist.

## Zivile Nutzung

### Fluggesellschaften und Flugziele
| Fluggesellschaft      | Ziele                                             |
| --------------------- | ------------------------------------------------- |
| Aerolíneas Argentinas | Buenos Aires-Jorge Newbery, Trelew, Mar del Plata |
| Quelle:               |                                                   |

### Zwischenfälle
- Am 28. November 1947 verunfallte eine Douglas DC-3/C-47A-90-DL (Luftfahrzeugkennzeichen T-18) während der Landung, als die Maschine mit Hindernissen in Berührung kam und das Fahrwerk dabei schwer beschädigt wurde. Im Rahmen des Unfalls wurden die beiden Triebwerke (Propeller und Gehäuse) in Mitleidenschaft gezogen, die Maschine konnte nicht mehr repariert werden und diente einer anderen C-47 als Ersatzteilspender. Bei dem Unfall waren keine Toten zu beklagen.[2]

- Am 15. Juli 1969 wurde bei widrigen Wetterverhältnissen (Nebel mit max. 200 Meter Sichtweite) mit einer Avro 748 (LV-IEV) der Aerolíneas Argentinas eine Landung versucht. Dabei verlor der Pilot kurz nach Sichtkontakt mit der Landebahn doch noch die Sicht bzw. die Orientierung und setzte 25 Meter zu früh und 200 Meter zu weit rechts von der Landebahn auf, die Maschine wurde dabei irreparabel beschädigt. Alle 39 Flugzeuginsassen überlebten.[3]

- 4. Dezember 1973: Bei einem Startabbruch aufgrund Leistungsverlusts des Triebwerks Nr. 1 bei einer BAC 1-11 der Austral Líneas Aéreas mit dem Kennzeichen LV-JNR wurde eine erneute Landung bei 950 Metern verbleibender Startbahn und bereits begonnenem Steigflug versucht. Die Maschine wurde durch militärische Bremsseile auf der Landebahn abgebremst, welche allerdings die Maschine massiv beschädigten und einen Kraftstofftank aufrissen. Der austretende Kraftstoff wurde durch Funkenflug entzündet und die Maschine ging in Flammen auf, dennoch konnten sich alle 74 Insassen des Flugzeuges retten.[4]

- Am 18. Oktober 2001 ereignete sich auf dem Flughafen ein Unfall mit einer Fairchild Swearingen Merlin (Kennzeichen LV-WNC). Bei dieser kam es am 18. Oktober während des Startvorganges zu einem Vogelschlag; sie konnte noch auf der Landebahn schwer beschädigt ausrollen, wobei das Flugzeug anschließend abgeschrieben werden musste.[5]

- Am 27. November 2001 driftete eine Fairchild Swearingen Metro mit dem Kennzeichen LV-WSD auf einem Frachtflug nach erfolgreicher Landung nach rechts ab und kam von der Landebahn ab. Dabei touchierte die Maschine einen Erdwall und wurde zerstört. Die Insassen überlebten.[6]